# 土蛮语
土蛮語是侗台語系仡央语族的一種語言，黔東北仡佬族人至遲在明中期還在使用。
據明代《思南府誌》記載：“居郡西北者，若婺川、若沿河，号土人，曰土蠻，有土語”  ，又清 魏源 《聖武記》卷七：“苗叛時，惟沿邊土蠻不從亂。土蠻者，号仡佬。”   可知今天沿河等地的“土家族”實為仡佬族。”主要使用于贵州省北部的原思南府地區的北部，可能在鄰近的道真、思南、石阡等地也有分佈。

## 語言特性
由於思南府今天的漢語方言的古入声字都還有-ʔ韵尾，一些人口音还有-ɣ韵尾，這兩種韻尾的原始形態是-k，-p；而且思南府自明初的趕苗奪業后基本不存在苗族，因此很可能土蠻語像大多數壯侗語一樣存在輔音韻尾。
語法上在很可能像其他某些仡佬語一樣，11~19時，個位數在前，十位數在後。因為今天沿河等地的漢語方言中“十幾”還表示為“等十”，“頭十”，這樣個位在前十位在後的語序。
由於仡佬族和漢族在思南府地區并不存在矛盾和衝突，地方誌對仡佬族還多有讚揚，因此土蠻語很可能在當地的仡佬族與漢族的相處中由於人數的劣勢漸漸消失。消失時間可能在清朝前期的江西移民大潮后。

### 引用
1. 1 2  参见《思南府誌》
2. ↑  参见《聖武記》